# محمدرضا یزدانی خرم
محمدرضا یزدانی خرم (۱ آبان ۱۳۲۵ – ۲۶ دی ۱۴۰۰) مدیر و سیاستمدار اهل ایران بود.
یزدانی خرم از سال ۱۳۶۸ تا مرداد سال ۱۳۸۵ رئیس فدراسیون والیبال ایران و از سال ۱۳۸۵ تا سال ۱۳۹۰ نیز رئیس فدراسیون کشتی ایران بود. وی مدتی نیز رئیس شرکت دخانیات ایران و شرکت پارس خودرو بود.

## کارنامه مدیریت در فدراسیون والیبال
یزدانی خرم در سال ۱۳۷۲ توانست پس از ۴ سال تلاش در ایران در اجلاس سالیانه کنفدراسیون والیبال آسیا اِی وی سی در حضور ۲۹ کشور با ۲۸ رای به عنوان عضو هیئت رئیسه در آید و به تبع آن افرادی همچون کاوه سرحدی، محمود عدل، امیدوار حاتمی و ابراهیم نعمتی در کمیته‌های مختلف کنفدراسیون والیبال آسیا عضو شوند. یزدانی خرم از سال ۱۳۶۸ تا سال ۱۳۸۵ سکان هدایت فدراسیون والیبال را بر عهده داشت با برگزاری لیگ‌های منظم، آوردن مربیان خارجی برای تیم ملی جوانان و نوجوانان و گرفتن بودجه و تجهیزات برای فدراسیون والیبال توانست پیشرفت رادیکالی اما پایه ای را متوجه والیبال ایران سازد. در دوره ریاست وی، فدراسیون والیبال در سال‌های ۱۳۷۸ و ۱۳۷۹ و ۱۳۸۱ به عنوان بهترین فدراسیون ورزشی ایران انتخاب شد.

## دست‌آوردهای فردی
- لوح تقدیر وزارت امور اقتصادی و دارایی ایران - ۱۳۹۰
- نشان لیاقت و مدیریت از رئیس‌جمهور ایران - ۱۳۸۳[۸]

## درگذشت
محمدرضا یزدانی خرم ساعت ۳ بامداد یک‌شنبه ۲۶ دی‌ماه ۱۴۰۰ به دلیل بیماری عروقی در منزلش، درگذشت.